# Harmen Veerman (zanger)
Harmen Veerman (Volendam, 28 november 1947) is een Nederlands zanger en gitarist. Hij was de leadzanger van Left Side. Hierna speelde hij nog in andere formaties en solo. Sinds 2011 speelt hij in de Tribute to The Cats Band.

## Biografie
Veerman draagt net als zijn broers de bijnaam Poes. Zijn vader was een drijvende kracht achter het fanfarekorps. Dit korps, maar vooral ook The Cats met zijn broer Cees als leadzanger, waren voor hem een grote inspiratiebron om ook de muziek in te willen. Zijn jongere broer Martin was zanger en drummer voor onder meer Jen Rog.
Harmen trad voor het eerst op in de Teddyboys in de dansschool van Jan Buijs (Spruitje), toen hij nog maar dertien jaar oud was. Ondertussen wisselde de naam van de band naar The Beat Boys en vervolgens naar Left Side. Negen singles van Left Side kwamen in de Tipparade of de Top 40 terecht, met (Like a) Locomotion als grootste hit. In de Top 40 bereikte de single weliswaar slechts nummer 17, maar in Frankrijk en Brazilië kwam het op nummer 1 terecht en werden er honderdduizenden exemplaren van verkocht.
Toen zijn broer Cees in 1972 uitviel, was Harmen zijn gedoodverfde vervanger voor The Cats. Hij weigerde echter om het goede lopende Left Side te verlaten om gedurende twee maanden de rol van tweede solozanger op zich te nemen. Vervolgens viel de keuze van The Cats op hun vroegere roadie Piet Keizer.
In 1975 deed Veerman mee aan een speciaal kerstproject van Peter Koelewijn en zong hij in een gelegenheidsformatie met Willeke Alberti, Bonnie St. Claire, Nico Haak, Ciska Peters, Ronnie Tober, en Ome Jan (Jan Curré) het nummer Een heel gelukkig Kerstfeest. Met de artiesten trad hij op televisie op in een groen fluwelen pak, ondanks dat hij van tevoren meerdere malen had aangekondigd niet in dat pak op te willen treden.
In 1975 had Left Side pech met See you crying die tot Alarmschijf werd uitgeroepen, net voordat de zeezender Veronica uit de lucht werd gehaald. Nadat in 1976 de mixage van het nummer Morning sunrise mislukte, waardoor het uit de handel werd genomen, besloot de band ermee te stoppen. Het afscheidsconcert werd gegeven op 10 december 1976. Na afloop van zijn muzikale carrière opende hij een muziekwinkel in Volendam.
Veerman bracht hierna nog enkele singles uit als soloartiest, zoals in 1981 Maggie's Dog onder de artiestennaam Puzzi & Black Jack. Verder speelde hij hobbymatig nog in de Sgt. Pepper’s Lonely Hearts Club Band, een coverband van Beatles-muziek die genoemd is naar het gelijknamige nummer van The Beatles uit 1967. In 1989 zong hij de titelsong My roof is rainproof van Jan Rap en z'n maten en in 1990 ging hij in op het verzoek van oud Cats-lid en producer Arnold Mühren om mee te zingen op werk van de Duitser John McClean. Ook werkte hij nog mee aan opnames onder leiding van Jaap Stoutenbeek. Hierna hield hij zich muziektechnisch vooral bezig met het schrijven van nummers voor Vaders Trots en voor zangeres Maribelle.
In 2010 bracht hij nog een single uit, A fire upstairs in heaven, een gevoelig lied in de Palingsound dat hij schreef over de brand in Café De Hemel op oudjaarsnacht van 2000.
Sinds 2011 speelde hij in de Tribute to The Cats Band, een coverband van Cats-muziek. Op 29 april 2025 maakte Veerman bekend na 14 jaar te stoppen en op 13 juli 2025 is hij gestopt als bandlid. Hij zal zeker nog wel te zien zijn bij andere muzikale evenementen als hij daarvoor uitgenodigd wordt.